# Kathleen Raine
Kathleen Jessie Raine (Ilford, 14 giugno 1908 – Londra, 6 luglio 2003) è stata una poetessa britannica.

## Biografia
Sua madre era scozzese e suo padre era nato a Wingate, nella contea di Durham. Ha frequentato la County High School di Ilford e successivamente ha studiato scienze naturali e psicologia al Girton College di Cambridge. Lì ricevette un master nel 1929.
Raine è stata sposata più volte e ha avuto due figli con Charles Madge.
Le sue poesie sono spesso ispirate al paesaggio scozzese e rivelano una visione mistica della natura influenzata da William Blake, William Butler Yeats e il Neoplatonismo.

## Opere

### Collezioni di poesie
- Stone And Flower, Nicholson and Watson, 1943
- Living in Time, Editions Poetry London, 1946
- The Pythoness, and other poems, H. Hamilton, 1949
- The Year One: Poems, H. Hamilton, 1952
- Collected poems, H. Hamilton, 1956
- The Hollow Hill: and other poems, 1960–1964, H. Hamilton, 1965
- Six Dreams, and other poems, Enitharmon, 1968
- Penguin Modern Poets 17 (David Gascoyne, W.S. Graham, Kathleen Raine), Penguin, 1970
- Lost Country, Dolmen Press, 1971
- On a Deserted Shore, Dolmen Press, 1973. En una desierta orilla Trad. de R. Martínez Nadal. M., Hiperión, 1981.
- The Oval Portrait, and other poems, Enitharmon Press, 1977
- The Oracle in the Heart, and other poems, 1975–1978, Dolmen Press/G. Allen & Unwin, 1980
- Collected poems, 1935–1980, Allen & Unwin, 1981
- The Presence: Poems, 1984–87, Golgonooza Press, 1987
- Selected Poems, Golgonooza Press, 1988
- Living with Mystery: Poems 1987-91, Golgonooza Press, 1992
- The Collected Poems of Kathleen Raine, Golgonooza Press, 2000
- The Collected Poems of Kathleen Raine, Faber and Faber, 2019 (pbk.)

### Prosa
- Defending Ancient Springs, 1967
- Thomas Taylor the Platonist. Selected Writings, Raine, K. and Harper, G.M., eds., Bollingen Series 88, London: Routledge & Kegan Paul, 1969 (e Princeton University, USA)
- Blake and Tradition, 2 Volumes, Routledge & Kegan Paul, 1969
- William Blake, The World of Art Library - Artists, Arts Book Society, Thames and Hudson, London, 1970 (216 pagine, 156 illustrazioni)
- Yeats, the Tarot and the Golden Dawn, Dolmen Press, 1973
- The Inner Journey of the Poet, Golgonooza Press, 1976
- Cecil Collins: Painter of Paradise, Golgonooza Press, 1979
- From Blake to A Vision, Dolmen Press, 1979
- Blake and The New Age, George Allen and Unwin, 1979
- Blake and Antiquity, Routledge & Kegan Paul, 1979 (un'abbreviazione di "Blake and Tradition" del 1969; ripubblicato nel 2002 da Routledge Classics con una nuova introduzione di Raine)
- The Human Face of God: William Blake and the Book of Job, Thames and Hudson, 1982
- The Inner Journey of the Poet, and other papers, ed. Brian Keeble, Allen & Unwin, 1982
- Yeats the Initiate, George Allen & Unwin, 1987
- W. B. Yeats and the Learning of the Imagination, Golgonooza Press, 1999.
- Seeing God Everywhere: Essays on Nature and the Sacred, World Wisdom, 2004 (saggio contribuito)
- The Betrayal of Tradition: Essays on the Spiritual Crisis of Modernity, World Wisdom, 2005 (saggio contribuito)
- That Wondrous Pattern: Essays on Poetry and Poets, Counterpoint Press, 2017

### Autobiografia
- Farewell Happy Fields, Hamilton/G. Braziller, 1974
- The Land Unknown, Hamilton/G. Braziller, 1975
- The Lion's Mouth, Hamilton/G. Braziller, 1977. autob.
- India Seen Afar, Green Books/G. Braziller, 1990
- Autobiographies, ed. Lucien Jenkins, Skoob Books, 1991